# سیارک ۴۴۱
سیارک ۴۴۱ (به انگلیسی: 441 Bathilde، نامگذاری:1898ED) چهارصد و چهل و یکمین سیارک کشف شده‌است که در ۸ دسامبر ۱۸۹۸ و در نیس کشف شد.
قدر مطلق سیارک برابر ۸٫۵۱ است.